# Marquesat de Torroja

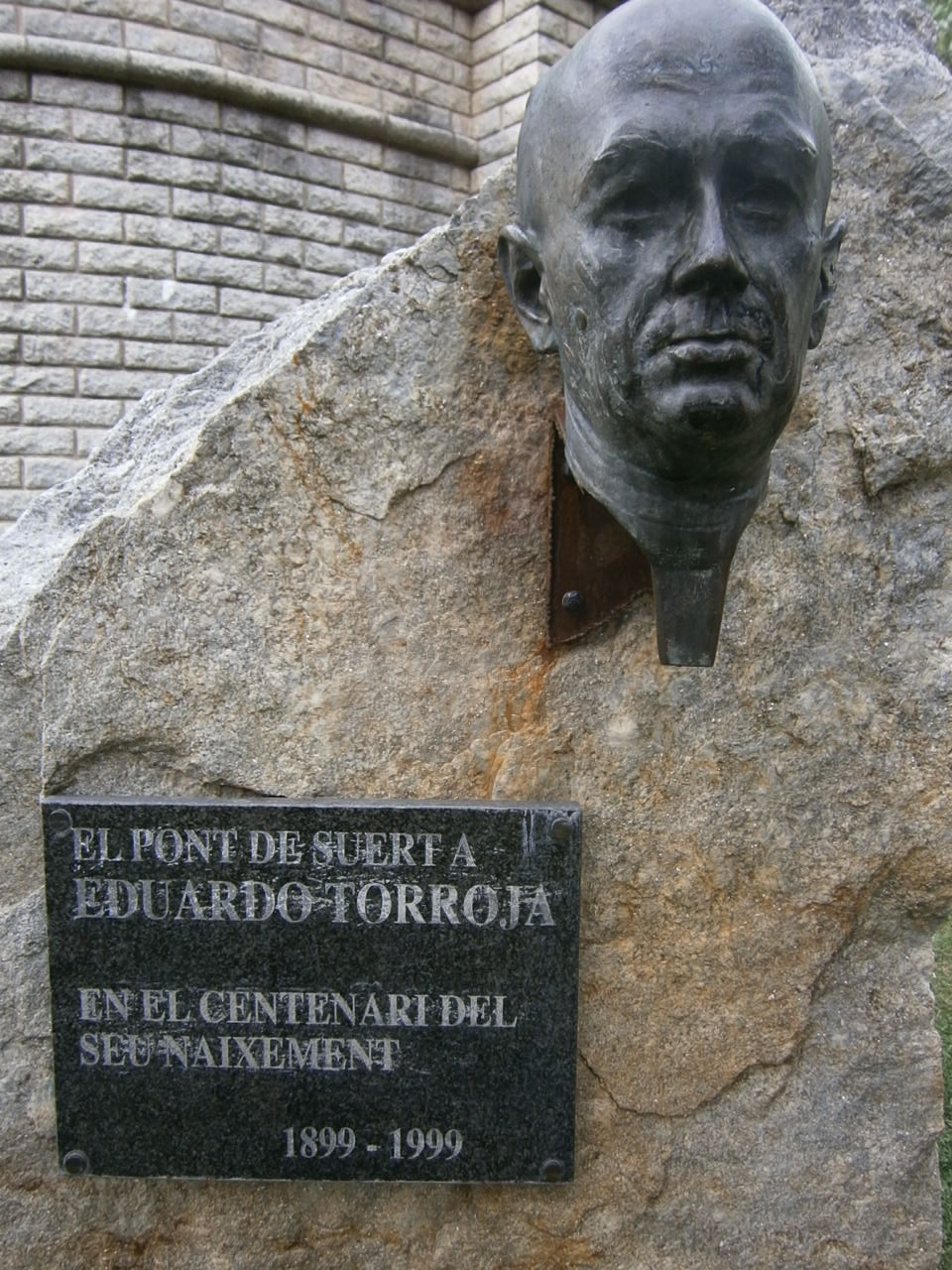
Monument a Eduardo Torroja Miret, I marquès de Torroja, al Pont de Suert (Alta Ribagorça).

El marquesat de Torroja és un títol nobiliari espanyol creat per Francisco Franco l'1 d'octubre de 1961, amb caràcter pòstum, a favor d'Eduardo Torroja Miret.

## Denominació
La denominació de la dignitat nobiliària fa referència al cognom patern pel qual va ser universalment coneguda la persona a qui se li va atorgar, a títol pòstum, aquesta mercè nobiliària.

## Carta d'atorgament
El títol nobiliari es li va atorgar, precisament, per: 
| «                                                                                                | «La figura senyera de l'Enginyer de Camins, Canals i Ports el senyor Eduardo Torroja i Miret, autor de nombroses i valuoses obres científiques, que va consagrar la seva vida a la investigació, a la docència ia la realització d'importantíssimes obres públiques a les nostres Pàtria, a la qual va lliurar totes les seves activitats i va enaltir amb el seu prestigi, el fan mereixedor de la gratitud nacional, alhora que la seva eminent figura em permet donar, a la seva persona, una prova del meu reconeixement a la ciència espanyola». | » |
| — Decret 1762/1961, d'1 d'octubre. Publicat al BOE núm. 235, de 2 d'octubre de 1961, pàg. 14235. | |   |

## Titulars
|                              | Titular                         | Període                      |
| Creació per Francisco Franco | Creació per Francisco Franco    | Creació per Francisco Franco |
| ---------------------------- | ------------------------------- | ---------------------------- |
| I                            | Eduardo Torroja Miret           | 1961 (títol pòstum)          |
| II                           | José Antonio Torroja Cabanillas | 1966-2021                    |
| III                          | Ana Torroja Fungairiño          | Des de 2022                  |

## Història

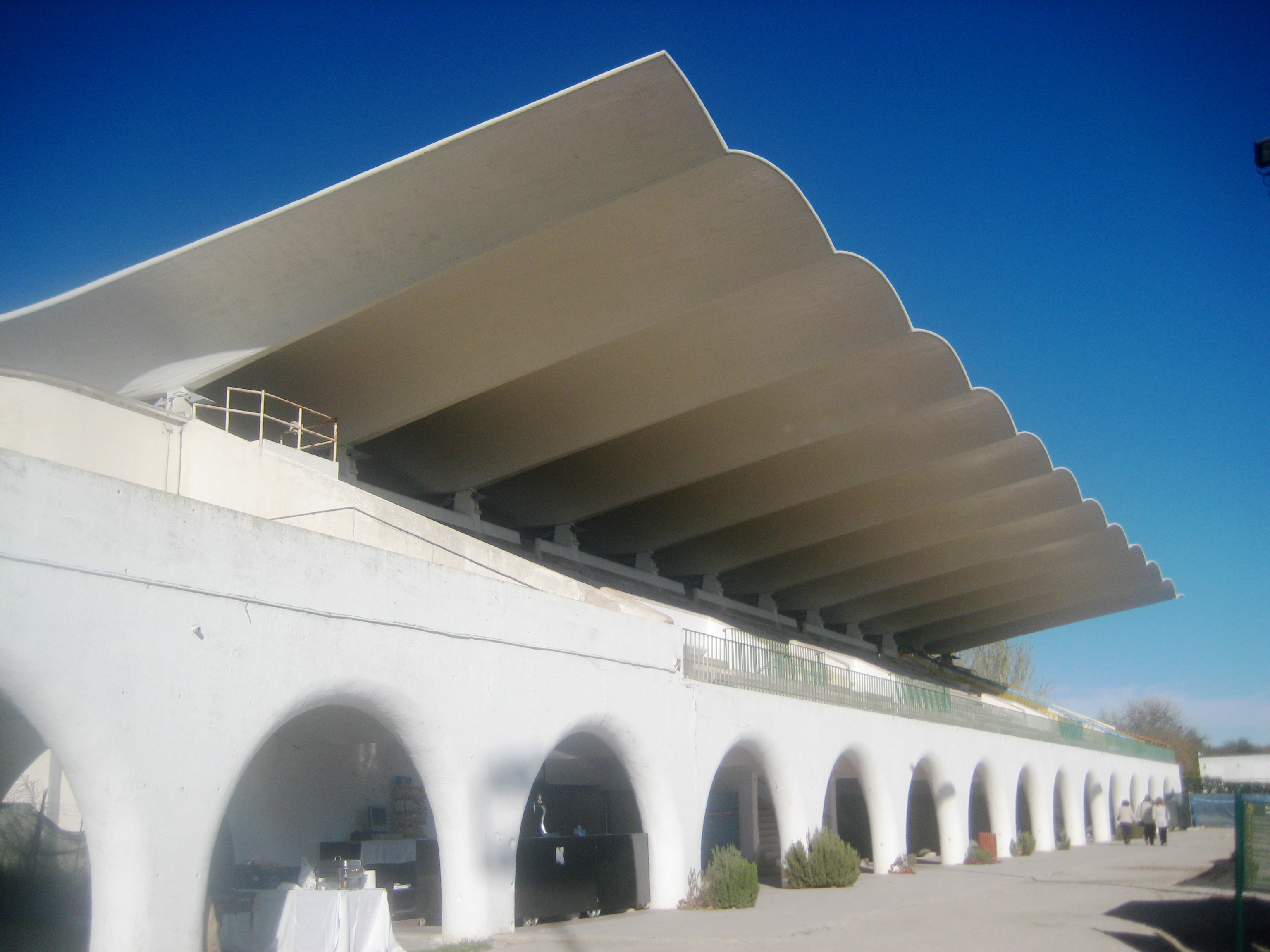
Cobertes de l'Hipòdrom de la Zarzuela, obra d'Eduardo Torroja Miret, I marquès de Torroja.

- Eduardo Torroja Miret (1899-1961), I marquès de Torroja, enginyer de camins, canals i ports, director de l'Institut Tècnic de la Construcció i del Ciment del Consell Superior d'Investigacions Científiques. Va destacar per ser un dels màxims experts del món en construcció amb formigó, creador i innovador de tècniques en arquitectura i enginyeria civil, autor d'edificis i obra civil, com el Mercat d'abastaments d'Algesires, la coberta de l'Hipòdrom de la Zarzuela, el Frontó Recoletos, el Viaducte dels Quinze Ulls a Madrid, etc, doctor honoris causa per la Universitat de Tolosa, la Universitat de Buenos Aires i la Universitat de Xile, entre d'altres, que va rebre les grans creus de l'Orde Civil d'Alfons X el Savi i de l'Orde del Mèrit Civil.[4] Eduardo Torroja dona nom a la Fundació Eduardo Torroja, dedicada a l'estudi i difusió de l'arquitectura civil i de l'obra de l'insigne científic, al Premi Eduardo Torroja d'enginyeria i arquitectura, atorgat pel Ministeri de Foment d'Espanya amb periodicitat bianual, creat el 1999, primer centenari del seu naixement, per «fomentar i destacar l'obra conjunta d'arquitectes i enginyers sota el lema "Técnicae Plures, Opera Unica" que va inspirar la seva obra»,[5] l'Institut de Ciències de la Construcció Eduardo Torroja, centre de recerca i assistència cientificotècnica en l'àmbit de la construcció, pertanyent al Consell Superior d'Investigacions Científiques, i el carrer del Marquès de Torroja a Madrid[6] i a altres ciutats espanyoles. Era fill del matemàtic Eduard Torroja i Caballé i de la seva esposa María de las Mercedes Miret Salesas.[7] Va rebre el títol, amb caràcter pòstum, el 1961, tres mesos després de la seva mort.[1][2]

Es va casar amb María del Carmen Cavanillas Prosper, comtessa de Catres, i germana de Rafael Cavanillas Prosper, marquès de Cavanac. El va succeir, per carta de successió, el 18 de maig de 1966, el seu fill:
- José Antonio Torroja Cavanillas (1933-2021), II marquès de Torroja,[8] doctorat en enginyeria de camins, canals i ports, catedràtic de formigó armat i pretensat, Premi Nacional d'Enginyeria (2007).

Es va casar en primeres núpcies el 1958 amb María del Carmen Fungairiño Bringas (?-1985), germana del que fou fiscal en cap de l'Audiència Nacional, Eduardo Fungairiño Bringas, i es va casar en segones núpcies amb María del Rosario Fernández Villa. Del primer matrimoni, van néixer sis filles i fills, Ana, vocalista del grup Mecano, Celia, Yago, Laura, Francisco Javier i Carlos Torroja Fungairiño.
- Ana Torroja Fungairiño (1959-), III marquesa de Torroja,[11] cantant i compositora de música pop, va ser membre del grup de música Mecano (1982-1998) i, des de 1997, solista.

Es va casar amb Rafael Duque, amb qui va tenir una filla, Jara Duque Torroja (2005).